# 覚書
覚書（おぼえがき）は、ある特定のトピックに関する出来事や観察結果を記録することにより記憶を助ける行為、および記録した文書（備忘録）、またはその他の情報伝達手段のことである。メモ（英語: memo）、メモランダム（英語: memorandum）とも言う。
「覚書」という語は、ある特定の種の歴史上の記録的史料（古文書）の俗称として用いられることもある。この場合、古文書学上の用語としては日記や軍記物に分類される。

## 概要
覚書はどのような書式でもよい場合と、オフィスあるいは組織で定められた書式を使用する場合がある。
法律分野においては、覚書は取引条件や契約の記録となり、ポリシーメモ（policy memo）、了解覚書（MOU、memorandum of understanding）、合意覚書（MOA、memorandum of agreement）、基本定款（イギリス英語：MOA、memorandum of association）などがある。他に備忘録（memos）、ブリーフィング・ノート（briefing notes）、報告書（reports）、書簡（letters）、仮契約書（binders）なども覚書である。それらは1ページの場合もあるし複数ページにわたる場合もある。一般的には、覚書は上司向けの手書きメモである。
ディーン・アチソンの有名な言葉に「覚書は相手に知らせるためではなく、書き手を守るために書かれる」がある。チャールズ・ペータース（Charles Peters）は、「官僚が覚書を書く理由は、書いている間は仕事をしているように見え、またひとたび書き終えると彼らが仕事をしたことの証明となるからである」と述べた。

## 政策ブリーフィング・ノート
覚書の一種類として、政策意思決定分野において政策分析結果を提供する文書である「政策ブリーフィング・ノート」（policy briefing note）がある（司法・行政分野では、政策課題文書〈policy issues paper〉、政策覚書〈policy memoranda〉、内閣提出用覚書〈cabinet submission〉などとして知られる）。通常ブリーフィング・ノートは「参考情報として」または「意思決定のため」に作成される。

### 用語の起源
「ブリーフィング」という用語の起源は、「法的文書（ブリーフ）」（briefs、訴訟事件摘要書、弁論趣意書）および「軍事発表（ミリタリー・ブリーフィング）」（military briefings）に由来する。

### 目的
「意思決定のため」のブリーフィング・ノートの第一の目的は、意思決定を支援すること、つまり「特定の問題に関してより良い意思決定を行うために意思決定者を支援する（ときには影響を及ぼす）」ことである。

### 構成
政策分析プロセスに関する情報伝達手段として、ブリーフィング・ノートは政策課題に関する明瞭な概要を提供し、課題に対する様々な政策オプションを識別し、異なる見通しを組織化し、推奨オプションを提言すべきである。通常ブリーフィング・ノートには、提言する政策の説明、関連する背景情報、鍵となる事柄の検討（実現可能性、財務面、利害関係者、影響、予測される事態を含む）、その政策に関する議論の要約、そして推奨する意思決定、が含まれる。提言で始まりその根拠を述べていく政策文書は、より正確には行政白書と呼ばれる。

### 品質基準
ブリーフィング・ノートの世界標準は存在しないが、通常、政策課題の簡潔で明瞭な要約および提言のための明快な論理が求められる。「政治的嗅覚や論理的な脳の次に良い財務官僚にとって最も重要な技能は、素晴らしい文章を書く腕である」 英国のウェストミンスター／ホワイトホールの政治環境では、政策アナリストが中立的な政策サービスの観点から問題を分析し、ブリーフィング・ノートを書くことが期待される。しかしその「意思決定のための」ブリーフィング・ノートは、「公共政策に関する重要な事項はすべて価値判断を必要としているが、その判断は後に弁明されるに違いない」ことを認めながらの提言となる。